# チェルキゾフスカヤ駅
チェルキゾフスカヤ駅（チェルキゾフスカヤえき、ロシア語: Черкизовская）はモスクワ地下鉄・ソコーリニチェスカヤ線の駅で、ブリバール・ロコソーフスカヴァ駅とプレオブラジェンスカヤ・プローシャチ駅の間にある。

## 歴史
1990年8月1日に開業した。